# Флоринда
Флори́нда (исп. Florinda) или Ла Кава (исп. La Cava) ум. после 711 года) — вестготская аристократка, сведения о её жизни носят легендарный характер.

## Биография
Согласно распространённой версии, она была дочерью правителя Сеуты графа Юлиана. Она воспитывалась при дворе короля вестготов Родриго и получила хорошее образование. По легенде, король Родриго был поражён красотой Флоринды и влюбился в неё. Не добившись взаимности убеждениями и словами, король изнасиловал девушку. В своём письме она сообщила о своём позоре отцу. Взбешённый граф Юлиан поклялся отомстить за оскорбление и воскликнул: «Во имя Мессии! Я буду расшатывать его трон и возмущать подданных, пока все не переверну и не уничтожу». 
Затем граф отправился в Толедо и увёз дочь из столицы королевства. По одной из версий, изнасилование дочери королём побудило графа убедить арабского полководца Мусу ибн Нусайра вторгнуться на Пиренейский полуостров. Также граф выделил арабам флот для транспортировки войск. 
Дальнейшая судьба Флоринды неизвестна.
Флоринда как и её отец считается легендарным персонажем, но при этом она упоминается в ряде арабских и испанских хронистов в более поздние периоды. Хотя имя Флоринда она получила в XV веке, поскольку это имя имело испанское происхождение.